# Diana Vreeland
Diana Vreeland (29 de septiembre de 1903 – 22 de agosto de 1989) fue una destacada columnista y editora en el campo de la moda. Trabajó para las revistas de moda  Harper's Bazaar y Vogue siendo la editora en jefe de esta última y como asesora especial en el Instituto de Vestuario del Museo Metropolitano de Arte. Fue nombrada en el salón de la fama de la lista de los mejores vestidos internacionales en 1964.

## Primeros años
Diana Dalziel nació en París, Francia, en 5 avenue du Bois-de-Boulogne. Era la hija mayor de su madre socialite americana, Emily Key Hoffman (1876–1928) y el corredor de bolsa británico Frederick Young Dalziel (1868–1960). 
La familia de Diana emigró a los Estados Unidos al estallar la Primera Guerra Mundial y se mudaron a 15 East 77th Street en Nueva York, donde se convirtieron en figuras prominentes de la sociedad. Diana fue enviada a la escuela de baile como alumna de Michel Fokine, el único maestro del Ballet Imperial que abandonó Rusia, y más tarde de Louis Harvy Chalif. Vreeland actuó en Gavota de Anna Pávlova en el Carnegie Hall. 
El 1 de marzo de 1924, se casó con Thomas Reed Vreeland (1899–1966), banquero y financiero internacional, en la Iglesia de Santo Tomás en Nueva York, con quien tendría dos hijos: Tim (Thomas Reed Vreeland , Jr.) nacido en 1925, quien se convirtió en arquitecto y profesor de arquitectura en la Universidad de Nuevo México y luego en UCLA , y Frecky ( Frederick Dalziel Vreeland ) nacido en 1927 (más tarde embajador de Estados Unidos en Marruecos).
Después de su luna de miel, los Vreelands se mudaron a Brewster, Nueva York, y criaron a sus dos hijos, permaneciendo allí hasta 1929. Luego se mudaron a 17 Hanover Terrace, Regent's Park, Londres, anteriormente la casa de William Wilkie Collins y Edmund Gosse. Durante su estancia en Londres, ella bailó con las Tiller Girls y conoció a Cecil Beaton, quien se convirtió en su amigo de toda la vida. Al igual que Syrie Barnardo y Elsie de Wolfe, otras mujeres de la sociedad que dirigían sus propias boutiques, Diana operaba un negocio de lencería cerca de Berkeley Square. Sus clientes incluyen a Wallis Simpson y Mona Williams. Visitaba a menudo París, donde compraba su ropa, principalmente de Chanel, a quien había conocido en 1926. Fue una de las quince mujeres estadounidenses presentadas al rey Jorge V del Reino Unido y a la reina María en el Palacio de Buckingham el 18 de mayo de 1933.  En 1935, el trabajo de su esposo los trajo de vuelta a Nueva York, donde vivieron el resto de sus vidas.

## Carrera

### Harper's Bazaar1936–1962
Su carrera editorial comenzó en 1936 como columnista de Harper's Bazaar. Carmel Snow , el editor de Harper's Bazaar , quedó impresionado con el estilo de ropa de Vreeland y le pidió que trabajara en la revista. Desde 1936 hasta su renuncia, Diana Vreeland publicó una columna para Harper's Bazaar llamada "¿Por qué no lo haces?" ("Why Don't You?").
Diana Vreeland "descubrió" a la actriz Lauren Bacall durante la Segunda Guerra Mundial. La portada de Harper's Bazaar para marzo de 1943. Vreeland se destacó por tomarse la moda en serio. Comentó en 1946 que "el bikini es lo más importante desde la bomba atómica". A Vreeland no le gustaba el enfoque común de vestir en los Estados Unidos en la década de 1940. Detestaba los "zapatos de tacón alto con tiras" y los "vestidos de crêpe de chine " que las mujeres llevaban incluso en el calor del verano.
Hasta su renuncia de Harper's Bazaar, trabajó estrechamente con Louise Dahl-Wolfe, Richard Avedon, Nancy White, y Alekséi Brodóvich. Diana Vreeland se convirtió en editora de moda para la revista.
En 1960, John F. Kennedy se convirtió en presidente y Diana Vreeland asesoró a la primera dama Jacqueline Kennedy en cuestiones de estilo. "Vreeland asesoró a Jackie a lo largo de la campaña y ayudó a conectarla con el diseñador de moda Oleg Cassini, quien se convirtió en el jefe de diseño de la primera dama". Vreeland ocasionalmente le dio consejos a la Sra. Kennedy sobre la vestimenta durante la administración de su esposo, y un pequeño consejo sobre qué ponerse en el Día de la Inauguración en 1961

### Vogue1963–1971 y Museo Metropolitano de Arte
Según algunas fuentes, a Diana le dolió que la hayan pasado por alto para un ascenso dentro de Harper's Bazaar en 1957, por ello se unió a Vogue en 1962, donde fue editora en jefe desde 1963 hasta 1971. Vreeland disfrutó enormemente de los años sesenta porque sentía que se estaba celebrando la singularidad."
Durante su estancia en la revista, descubrió a la estrella de "youthquake" de los años sesenta, Edie Sedgwick. En 1984, Vreeland explicó cómo veía las revistas de moda. "Lo que estas revistas dieron fue un punto de vista. La mayoría de la gente no tiene un punto de vista; necesitan que se lo den a ellos, y lo que es más, lo esperan de usted".
Después de ser despedida de Vogue, se convirtió en consultora del Instituto de vestuario del Museo Metropolitano de Arte en Nueva York en 1971. Para 1984, según el relato de Vreeland, había organizado doce exposiciones. El artista Greer Lankton creó una muñeca de retrato de tamaño natural de Vreeland que se exhibe en la biblioteca del Instituto de disfraces.

## Años posteriores
En 1984, Vreeland escribió su autobiografía, D.V.
En 1989 murió de un ataque al corazón a los 85 años en el Hospital Lenox Hill, en el Upper East Side de Manhattan en la ciudad de Nueva York.

## Representaciones en películas
Vreeland fue retratada en la película Infamous (2006) por Juliet Stevenson. También fue retratada en la película Factory Girl (2006) por Illeana Douglas. Su vida fue documentada en Diana Vreeland: The Eye Has to Travel (2012).
Diana Vreeland Parfums aparece en la escena inicial de Ocean's 8.
El personaje de Maggie Prescott interpretada por Kay Thompson en Funny Face (1957) está inspirada totalmente en ella.